# Cơ quan khí tượng Hi Lạp
Cơ quan khí tượng Hi Lạp (Tiếng Hy Lạp: Εθνική Μετεωρολογική Υπηρεσία (ΕΜΥ)) là cơ quan chính phủ chịu trách nhiệm đưa ra các dự báo và quan sát thời tiết cho Hy Lạp. EMY được thành lập vào năm 1931 trực thuộc Bộ Hàng không và nhiệm vụ của nó là đáp ứng tất cả các yêu cầu về khí tượng và khí hậu của đất nước. Nó có trụ sở tại Sân bay Quốc tế Athens trước đây tại Elliniko, và hoạt động dưới sự bảo trợ của Lực lượng Không quân Hellenic, được biên chế bởi cả quân nhân và dân sự.